# Ricardo II de Inglaterra
Ricardo II de Inglaterra (6 de janeiro de 1367 – c. 14 de fevereiro de 1400), também conhecido como Ricardo de Bordéus, foi o Rei da Inglaterra de 1377 até ser deposto em 1399. Filho de Eduardo, o Príncipe Negro e Joana de Kent, nasceu durante o reinado de seu avô Eduardo III. Ricardo tornou-se o segundo na linha de sucessão aos quatro anos, após a morte do seu irmão mais velho, Eduardo. Ricardo passaria a ser o herdeiro aparente do trono inglês quando o seu pai morreu em 1376. Como Eduardo III morreu no ano seguinte, Ricardo ascendeu ao trono com apenas dez anos de idade.
Seu governo ficou nas mãos de uma série de conselhos durante os primeiros anos de reinado. A comunidade política preferia esse modelo ao invés de uma regência liderada por seu tio João de Gante, que mesmo assim permaneceu influente. O primeiro grande desafio do reinado foi a Revolta Camponesa de 1381. O jovem Ricardo teve um grande papel na supressão da crise. Entretanto, nos anos seguintes a dependência do rei em um pequeno número de cortesãos levou a um descontentamento na comunidade política, com o controle governamental sendo tomado em 1387 por um grupo de nobres conhecidos como Lordes Apelantes. Ricardo reconquistou o controle por volta de 1389 e governou com relativa harmonia ao longo dos oito anos seguintes.
Exerceu vingança sobre os apelantes em 1397, com muitos destes sendo executados ou exilados. Os dois anos seguintes foram descritos por historiadores como a "tirania" de Ricardo. Em 1399, depois da morte de João de Gante, o rei deserdou o primo Henrique de Bolingbroke, que anteriormente havia sido exilado. Henrique invadiu a Inglaterra em junho com uma pequena força que rapidamente cresceu. Afirmando que seu objetivo era apenas reconquistar seu patrimônio, logo ficou claro que ele planejava reivindicar o trono para si mesmo. Encontrando pouca resistência, Henrique depôs Ricardo e se coroou como Henrique IV. Ricardo morreu em cativeiro no ano seguinte, acredita-se que de fome, apesar de o seu destino final ainda ser debatido.
Ricardo foi descrito como alto, bonito e inteligente. Mesmo provavelmente não sendo insano, como historiadores antigos costumavam acreditar, Ricardo pode ter sofrido de um transtorno de personalidade por volta do final de seu reinado. Um guerreiro menos habilidoso que seu pai e avô, tentou encerrar a Guerra dos Cem Anos iniciada por Eduardo III. Acreditava firmemente na prerrogativa real, algo que o fez restringir o poder de sua nobreza, e dependia de um séquito particular para sua proteção. Ricardo também cultivava uma atmosfera polida que o colocava como uma figura elevada, com as artes e a cultura no centro, ao invés da corte fraternal e marcial de Eduardo III.
Sua reputação posterior foi muito moldada por William Shakespeare, cuja peça Ricardo II mostra a sua má administração e deposição como responsáveis pela Guerra das Rosas. Historiadores atuais não aceitam tal interpretação, apesar de não exonerarem Ricardo da responsabilidade de sua própria deposição. Muitos concordam que, mesmo com suas políticas não sendo sem precedentes ou inteiramente irrealistas, o modo como foram executadas eram inaceitáveis para o sistema político, levando à sua queda.

## Início de vida

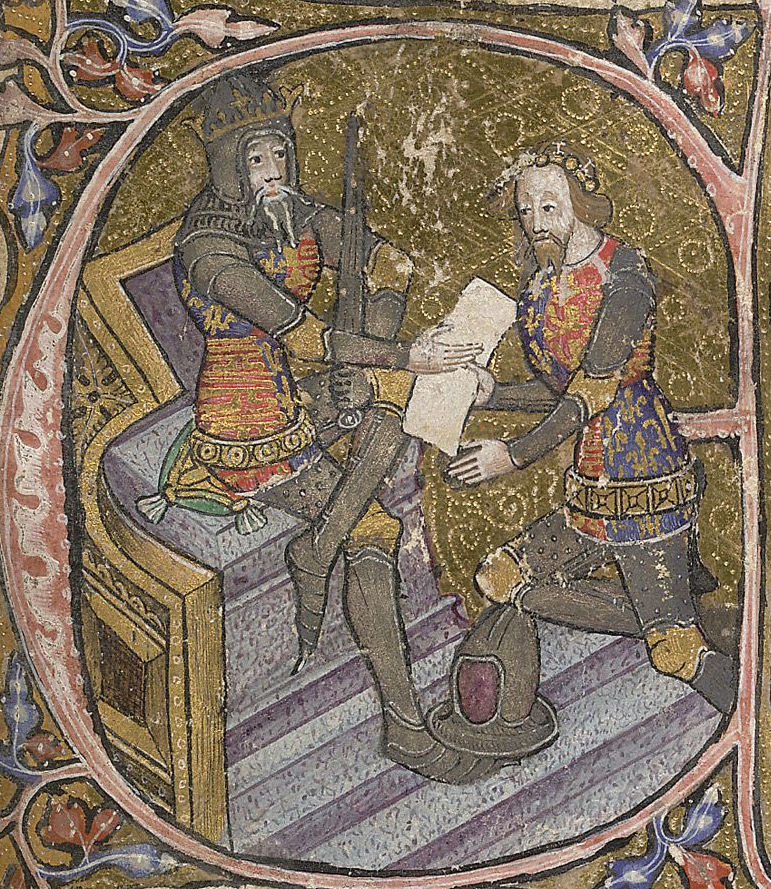
Manuscrito mostrando Eduardo, o Príncipe Negro, ajoelhando-se perante seu pai Eduardo III

Ricardo era o filho mais novo de Eduardo de Woodstock, o Príncipe Negro, e Joana de Kent. Eduardo era filho do rei Eduardo III e o herdeiro aparente do trono inglês, tendo se destacado como comandante militar durante o início da Guerra dos Cem Anos, particularmente em 1356 na Batalha de Poitiers. Entretanto, depois de outras aventuras militares ele acabou pegando disenteria na Espanha em 1370. Ele voltou para a Inglaterra, porém nunca se recuperou totalmente. Joana de Kent foi o centro de uma disputa matrimonial entre Tomás Holland, 1.º Conde de Kent, e Guilherme de Montagu, 2.º Conde de Salisbury, da qual Holland foi vitorioso. Ele morreu em 1360 e menos de um ano depois ela casou-se com o príncipe Eduardo. Já que era neta do rei Eduardo I e prima de Eduardo III, o casamento precisava da aprovação papal.
Ricardo nasceu em 6 de janeiro de 1367 no Palácio do Arcebispo em Bordéus, Ducado da Aquitânia. De acordo com fontes contemporâneas, três reis estavam presentes – "o Rei de Castela, o Rei de Navarra e o Rei de Portugal". Essa anedota, e o fato de seu nascimento ter ocorrido no feriado da Epifania do Senhor, foram posteriormente usadas no Díptico de Wilton, onde Ricardo é um de três reis prestando homenagem à Virgem com o Menino Jesus. Seu irmão mais velho Eduardo de Angoulême morreu em 1371, com Ricardo assim tornando-se herdeiro do pai. O Príncipe Negro finalmente sucumbiu a sua longa doença em 1376. A Câmara dos Comuns temeu que João de Gante, 1.º Duque de Lencastre e tio de Ricardo, usurpasse o trono. Por essa razão, Ricardo rapidamente foi investido como Príncipe de Gales e com os outros títulos de seu pai.
Eduardo III morreu em 21 de junho do ano seguinte e Ricardo ascendeu ao trono com apenas dez anos, sendo coroado rei em 16 de julho de 1377. Temores sobre a ambição de João de Gante novamente influenciaram as decisões políticas e uma regência liderada pelos tios do jovem rei foi evitada. Ao invés disso, Ricardo exerceria o poder nominalmente com o auxílio de uma série de "conselhos contínuos" dos quais João foi excluído. Ele e seu irmão Tomás de Woodstock, 1.º Conde de Buckingham, ainda assim exerceram grande influência informal nos assuntos de governo. Contudo, os conselheiros e amigos do rei, particularmente sir Simão de Burley e Roberto de Vere, 9.º Conde de Oxford, cada vez mais ganharam o controle dos assuntos reais e adquiriram a desconfiança dos comuns a ponto de serem excluídos em 1380. Contribuindo para o descontentamento estava um fardo cada vez mais pesado de tributação cobrada através de três impostos individuais cobrados entre 1377 e 1381 e que foram gastos em expedições militares mal sucedidas no continente. Por volta de 1381, havia um profundo ressentimento nas classes mais baixas da sociedade inglesa contra as classes governantes.

## Revolta Camponesa

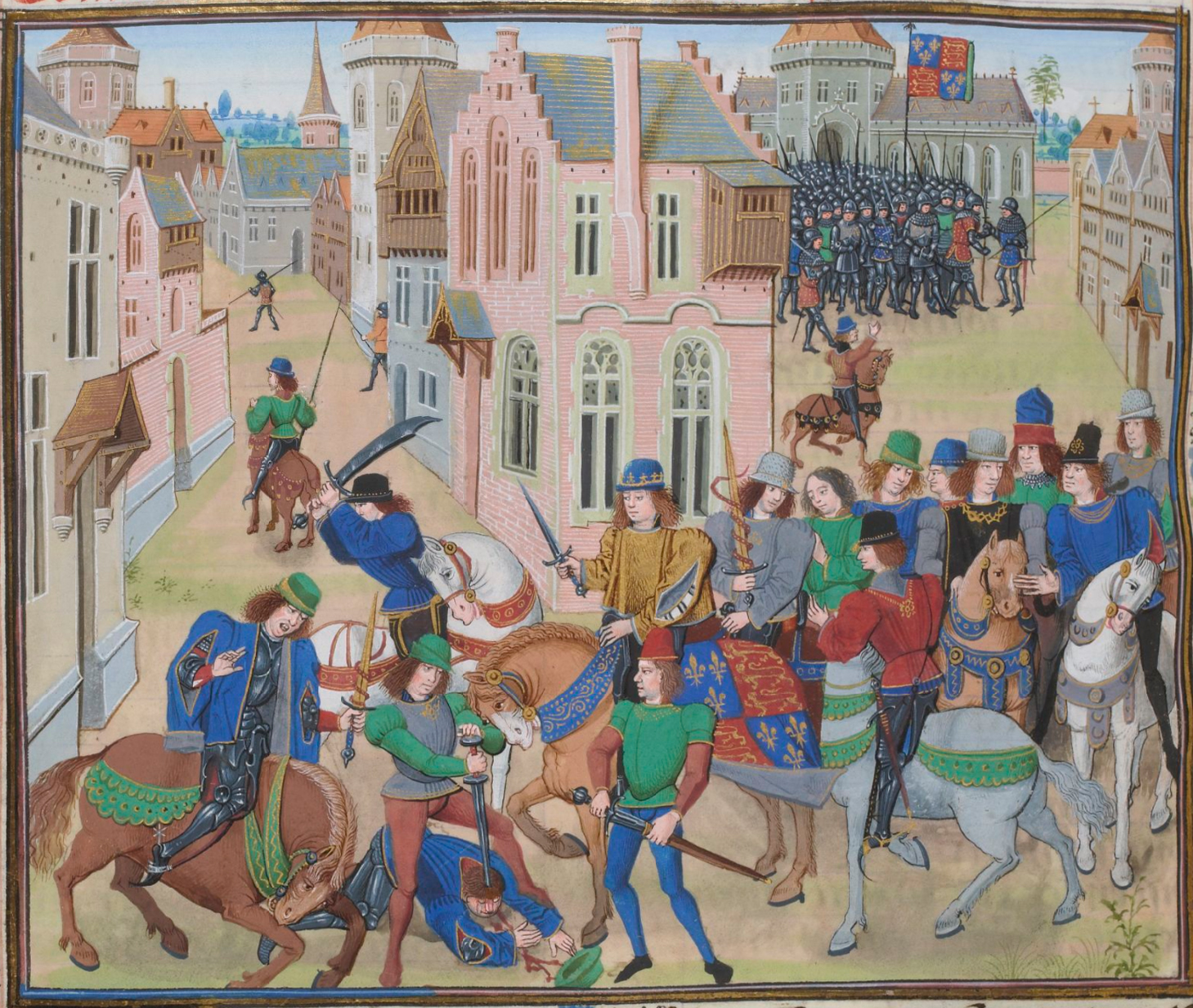
Ricardo assiste à morte de Wat Tyler e dirige-se aos camponeses no fundo, c. 1475

Apesar do imposto individual de 1381 ter sido o estopim da Revolta Camponesa, a raiz do conflito estava nas tensões entre os camponeses e os donos de terra, precipitada pelas consequências demográficas e econômicas da Peste Negra e os subsequentes surtos da peste. A rebelião começou no final de maio em Kent e Essex, com bandos de camponeses reunidos em Blackheath, perto de Londres, no dia 12 de junho sob os líderes Wat Tyler, John Ball e Jack Straw. O Palácio de Savoy de João de Gante foi queimado. Os rebeldes mataram Simão Sudbury, o Arcebispo da Cantuária e Lorde Chanceler, e também Roberto Hales, o Lorde Alto Tesoureiro, exigindo a completa abolição da servidão. Protegido na Torre de Londres com seus conselheiros, Ricardo concordou que a coroa não possuía as forças para dispersar os rebeldes e que a única opção viável era negociar.
Não está claro o quanto Ricardo, que tinha na época apenas catorze anos, esteve envolvido nessas deliberações, apesar de historiadores sugerirem que ele estava entre os proponentes das negociações. O rei partiu da Torre pelo rio Tâmisa em 13 de junho, porém as multidões nas margens em Greenwich impediram seu desembarque e o forçaram a retornar. Ele partiu no dia seguinte a cavalo e encontrou-se com os rebeldes em Mile End. Ricardo concordou com as exigências dos rebeldes, porém isso apenas os animou; eles continuaram com as mortes e saques. Ele encontrou-se com Tyler novamente no dia seguinte em Smithfield e reiterou que as exigências seriam cumpridas, porém o líder rebelde não ficou convencido da sinceridade do rei. Os homens de Ricardo ficaram inquietos e uma briga começou, com Guilherme Walworth, o Lorde Prefeito de Londres, puxando Tyler de seu cavalo e matando-o. A situação ficou ainda mais tensa quando os rebeldes perceberam o que havia acontecido, porém o rei agiu com calma e determinação, dizendo "Eu sou seu capitão, sigam-me!", liderando a multidão para longe do local. Enquanto isso Walworth reuniu uma força para cercar o exército camponês, porém Ricardo foi clemente e permitiu que os rebeldes dispersassem e voltassem para suas casas.
Ricardo logo revogou as cartas de liberdade e perdão que havia concedido; enquanto as perturbações cresciam em outras partes do reino, ele pessoalmente foi para Essex suprimir a rebelião. O rei derrotou os últimos rebeldes em 28 de junho em Billericay com um pequeno confronto que efetivamente encerrou a Revolta Camponesa. Apesar da tenra idade, Ricardo demonstrou grande coragem e determinação ao lidar com a rebelião. Entretanto, é provável que os eventos tenham marcado nele os perigos da desobediência e ameaças à autoridade real, ajudando a moldar suas atitudes absolutistas que posteriormente mostrariam fatais ao seu reinado.

## Maioridade

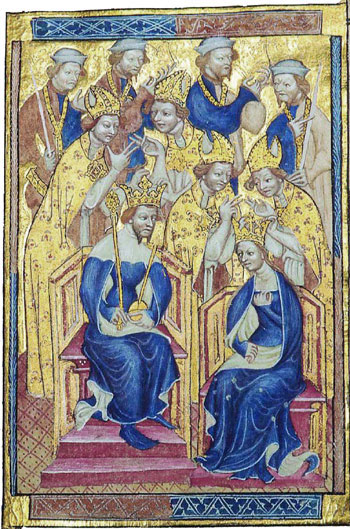
Representação na Liber Regalis do casamento de Ricardo e Ana

Apenas depois da Revolta Camponesa que Ricardo emergiu claramente nas crônicas. Um de seus primeiros grandes atos após o fim da rebelião foi se casar em 20 de janeiro de 1382 com Ana da Boêmia, filha de Carlos IV, Sacro Imperador Romano-Germânico, e sua esposa Isabel da Pomerânia. O matrimônio tinha significância diplomática: na divisão da Europa causada pelo Grande Cisma do Ocidente, o Sacro Império Romano Germânico e o Reino da Boêmia eram potenciais aliados contra a França na Guerra dos Cem Anos. Mesmo assim, o casamento não foi popular na Inglaterra. Apesar das grandes quantidades de dinheiro entregues ao Império, nenhuma grande vitória militar resultou da aliança. Ainda mais, o casamento não gerou filhos e Ana morreu de peste em 1394, arrasando profundamente seu marido.
Miguel de la Pole, 1.º Barão de la Pole, foi instrumental nas negociações de casamento; ele tinha a confiança de Ricardo e gradualmente envolveu-se mais na corte e no governo enquanto o rei entrava na maioridade. de la Pole vinha de uma arrivista família de comerciantes. A nobreza estabelecida foi antagonizada quando Ricardo o fez Lorde Chanceler em 1383 e lhe deu o título de Conde de Suffolk dois anos depois. Outro membro do círculo próximo ao rei era Roberto De Vere, 9.º Conde de Oxford, que nessa época emergiu como um favorito de Ricardo. Apesar da linhagem de De Vere ser antiga, era modesta no pariato da Inglaterra. A amizade próxima dos dois também foi desagradável para o estabelecimento político. O descontentamento foi exacerbado quando o rei lhe conferiu em 1386 o título de Duque da Irlanda. O crônico Tomás Walsingham sugeriu que a relação de Ricardo e De Vere era homossexual, em parte pelo ressentimento que Walsingham tinha do rei.
As tensões chegaram ao auge sobre a abordagem da guerra contra a França. Enquanto a corte preferia negociações, João de Gante e Tomás de Woodstock queriam uma campanha de grande escala para proteger as possessões inglesas. Ao invés disso, uma pseudo cruzada liderada por Henrique le Despenser, o Bispo de Norwich, foi enviada e falhou totalmente. Com essa derrota no continente, Ricardo virou sua atenção para a Escócia, aliada da França. O rei pessoalmente liderou em 1385 uma expedição punitiva ao norte, porém o esforço levou a nada e o exército teve que voltar sem nunca ter enfrentado os escoceses em batalha. Enquanto isso, um levante em Gante impediu que os franceses invadissem a Inglaterra. A relação de Ricardo com João deteriorou-se, com o tio deixando a Inglaterra em 1386 para perseguir sua reivindicação de Castela em meio a rumores sobre uma conspiração contra sua pessoa. Com João longe, a liderança dos crescentes dissidentes contra o rei e seus cortesãos passou para Tomás – que nesta época tinha o título de Duque de Gloucester – e Ricardo Fitzalan, 4.º Conde de Arundel.

## Primeira crise de 1386–88

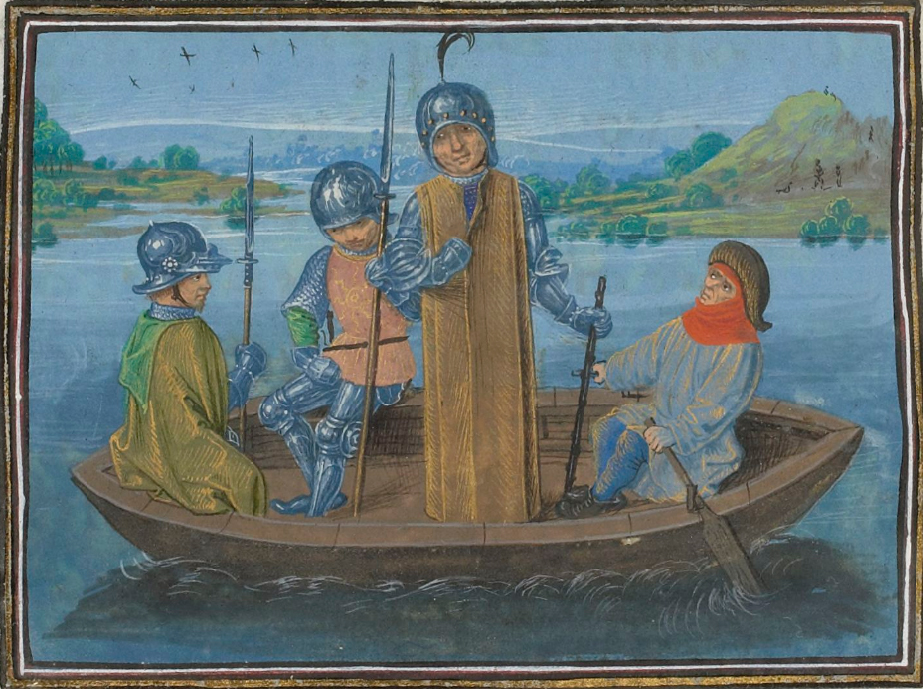
Roberto De Vere fugindo de Radcot Bridge, c. 1475

A ameaça de uma invasão francesa não diminuiu, ao invés disso cresceu em 1386. No parlamento de outubro, Miguel de la Pole – em sua capacidade como Lorde Chanceler – pediu impostos em um nível sem precedentes para a defesa do reino. Ao invés de consentir, o parlamento respondeu ao recusar-se a considerar qualquer pedido até o chanceler ser retirado do cargo. O parlamento (posteriormente conhecido como o Parlamento Maravilhoso) supostamente estava trabalhando com o apoio de Tomás e FitzAlan. Ricardo notoriamente respondeu afirmando que não mandaria embora nem uma moça de cozinha de seu castelo por causa de um pedido parlamentar. O rei cedeu e deixou de la Pole ir embora apenas quando foi ameaçado de deposição. Uma comissão foi formada para rever e controlar as finanças reais durante um ano.
Ricardo ficou muito perturbado por essa afronta a sua prerrogativa real, viajando pelo país entre fevereiro e novembro de 1387 para reunir apoio a sua causa. Ele começou a trabalhar para criar uma base de poder militar leal em Cheshire ao nomear Roberto De Vere como Justiceiro de Chester. O rei também garantiu um governo legal de Roberto Tresilian, Chefe Justiceiro, afirmando que a conduta do parlamento havia sido tanto ilegal quanto traiçoeira.
Ricardo foi confrontado por Tomás de Woodstock, Ricardo FitzAlan e Tomás de Beauchamp, 12.º Conde de Warwick, ao voltar para Londres, com os três trazendo um apelo de traição contra de la Pole, De Vere, Tresilian e outros dois legalistas: Nicolau Brembre e Alexandre Neville, o Arcebispo de Iorque. Ricardo emperrou as negociações para ganhar tempo, esperando que De Vere chegasse de Cheshire com reforços militares. Tomás, FitzAlan e Beauchamp juntaram suas forças com as de Henrique de Borlingbroke, 3.º Conde de Derby, e Tomás de Mowbray, 1.º Conde de Nottingham – o grupo que entrou para a história como os Lordes Apelantes. Eles interceptaram De Vere em 20 de dezembro de 1387 na Batalha de Radcot Bridge, onde ele e suas forças foram obrigadas a fugir do país.
Ricardo não tinha opções além de aceitar as exigências dos Lordes Apelantes; Brembre e Tresilian foram condenados e executados, enquanto De Vere e de la Pole – que também fugiu da Inglaterra – foram condenados a morte in absentia pelo Parlamento Impiedoso em fevereiro de 1388, enquanto que Neville foi privado de suas temporalidades. Os procedimentos foram ainda mais longe, com vários cavaleiros do rei sendo executados, entre os quais estava Simão de Burley. Os apelantes tinham conseguido destruir completamente o círculo de favoritos de Ricardo.

## Paz

Brasão de Ricardo

Ricardo gradualmente restabeleceu a autoridade real nos meses seguintes a deliberações com o Parlamento Impiedoso. A política externa agressiva dos Lordes Apelantes falhou quando seus esforços para criar uma ampla coalizão antifrancesa levou a nada, com a Inglaterra sucumbindo a uma incursão escocesa no norte. Ricardo tinha agora 21 anos e podia reivindicar com confiança o direito de governar em seu próprio nome. Além do mais, João de Gante voltou em 1389 e resolveu suas diferenças com o rei, após o qual ele passou a atuar como uma influência moderadora na política inglesa. Ricardo assumiu total controle do governo em 3 de maio de 1389, afirmando que as dificuldades do passado ocorreram apenas por causa de maus conselheiros. Ele delineou uma política externa que revertia as ações dos apelantes ao procurar paz e reconciliação com a França e prometia diminuir significantemente o fardo dos impostos cobrados. Ricardo reinou pacificamente nos oito anos seguintes, tendo se reconciliado com seus antigos adversários. Mesmo assim, eventos posteriores mostrariam que ele não tinha esquecidos das indignidades que havia passado anteriormente. Particularmente, a execução de sir Simão de Burley foi um insulto que ele não esqueceu facilmente.
Assegurada a estabilidade nacional, Ricardo passou a negociar uma paz permanente com a França. Uma proposta apresentada em 1393 teria muito expandido o território do Ducado da Aquitânia mantido como possessão pela coroa inglesa. Entretanto, o plano falhou porque incluía uma exigência que o rei inglês prestaria homenagem ao francês – uma condição que era inaceitável para o povo inglês. Ao invés diz, foi concordada uma trégua em 1396, que era para durar 28 anos. Como parte do acordo, Ricardo concordou em se casar com Isabel de Valois, filha do rei Carlos VI de França, assim que ela chegasse a maioridade. Existiram desconfianças sobre o casamento, particularmente porque a princesa tinha apenas seis anos de idade e assim seria incapaz de produzir um herdeiro por muitos anos.
Apesar de Ricardo procurar a paz com a França, ele tomou uma atitude diferente em relação a Irlanda. O senhorio inglês sobre a Irlanda entrou em perigo, com os lordes anglo-irlandeses pedindo para o rei intervir. Ricardo partiu para a Irlanda no outono de 1394, onde ficou até maio do ano seguinte. Seu exército de mais de oito mil homens foi a maior força levada até a ilha durante a Idade Média. A invasão foi um sucesso e vários chefes irlandeses se submeteram ao senhorio inglês. Foi uma das maiores realizações do reinado de Ricardo, fortalecendo o apoio do rei na Inglaterra, apesar da consolidação da posição inglesa na Irlanda mostrou-se breve.

## Segunda crise de 1397–99
O período que historiadores se referem como a "tirania" de Ricardo começou ao final da década de 1390. O rei prendeu Tomás, FitzAlan e Beauchamp em julho de 1397. São incertos o porquê do momento dessas prisões e as motivações de Ricardo. Apesar de um crônico sugerir que havia uma conspiração sendo planejada, não há evidências que esse era o caso. É mais provável que Ricardo simplesmente tenha se sentido forte o bastante para retaliar em segurança contra esses homens pelos eventos de 1386–88 e eliminá-los como ameaças ao seu poder. FitzAlan foi o primeiro a ser levado a julgamento, que ocorreu no parlamento de setembro de 1397. Após uma grande discussão com o rei, ele foi condenado e executado. Tomás foi mantido prisioneiro em Calais por Tomás de Mowbray enquanto esperava julgamento. Mowbray informou que Tomás havia morrido pouco antes do início do julgamento. É mais provável que Ricardo ordenou que ele fosse morto para evitar a desgraça de executar uma pessoa de sangue real. Beauchamp também foi condenado a morte, porém acabou poupado e recebeu sentença de prisão perpétua. O irmão de FitzAlan, Tomás Arundel, o Arcebispo da Cantuária, foi exilado. Ricardo então levou sua perseguição de adversários para localidades. Enquanto recrutava para séquitos pelo país, ele processava homens que haviam sido leais aos apelantes. As multas trouxeram grandes rendas à coroa, apesar de crônicos contemporâneos levantarem questões sobre a legalidade dos procedimentos.

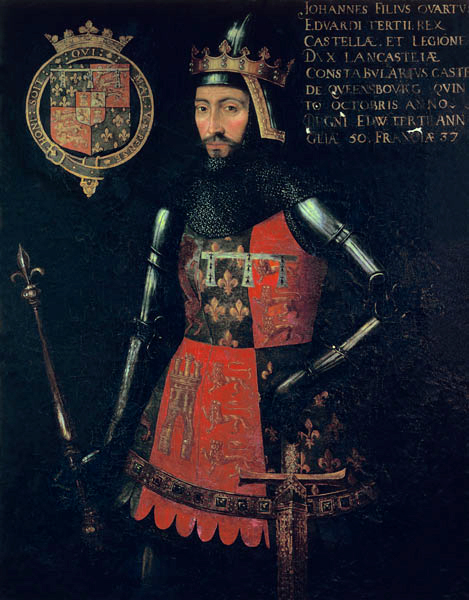
João de Gante esteve no centro da política inglesa por mais de trinta anos, com sua morte em 1399 criando insegurança

Essas ações foram possíveis principalmente através da conivência de João de Gante, porém também pelo apoio de vários homens elevados a proeminência pelo rei, depreciativamente chamados de "duketti" de Ricardo. João e Tomás Holland, o meio-irmão e sobrinho do rei, foram promovidos de condes de Huntingdon e Kent a duques de Exeter e Surrey, respectivamente. Entre os lealistas estavam João Beaufort, 1.º Conde de Somerset, Eduardo de Norwich, 1.º Conde de Rutland, João Montacute, 3.º Conde de Salisbury e Tomás le Despenser. Com as terras dos apelantes confiscadas, Ricardo agora podia recompensar esses homens com terras e rendas adequadas a seus novos títulos.
Entretanto, ainda existia uma ameaça a autoridade de Ricardo na forma da Casa de Lencastre, representada por João de Gante e seu filho Henrique, Conde de Derby (também conhecido como Henrique de Bolingbroke). Os Lencastre não apenas eram a família mais rica de toda a Inglaterra, como também eram descendentes reais e, assim sendo, prováveis candidatos a suceder Ricardo, que não tinha filhos. A discórdia apareceu em dezembro de 1397 nos círculos mais internos da corte quando Bolingbroke e Tomás de Mowbray – que agora eram Duque de Hereford e Duque de Norfolk, respectivamente – entraram em uma briga. De acordo com Bolingbroke, Mowbray afirmou que os dois, como antigos Lordes Apelantes, eram os próximos na linha de retribuição real. Ele negou veementemente essas acusações já que tais afirmações seriam o suficientes para uma traição. Um comitê parlamentar decidiu que os dois deveriam resolver a questão em batalha, porém o rei exilou os dois no último minuto: Mowbray por toda a vida e Bolingbroke por dez anos. João de Gante morreu em 3 de fevereiro de 1399. Ao invés de permitir que seu filho herdasse os títulos do pai, Ricardo estendeu o exílio de Bolingbroke para toda a vida e o deserdou. O rei sentiu-se seguro com o primo que estava residindo em Paris, já que os franceses tinham pouco interesse em qualquer oposição a Ricardo e sua política de paz. O rei deixou a Inglaterra em maio para outra expedição na Irlanda.

## Deposição e morte

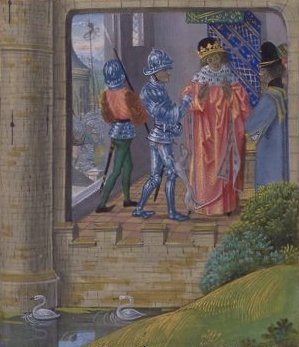
Ricardo sendo preso por Henrique Percy, c. 1475

Luís I, Duque d'Orleães, conseguiu em junho de 1399 o controle da corte do insano rei Carlos VI de França. A política de "reaproximação" com dos ingleses não estava de acordo com as ambições políticas do duque, assim sendo ele achou oportuno deixar Henrique de Bolingbroke voltar para a Inglaterra. Bolingbroke desembarcou em Ravenspurn, Yorkshire, ao final de junho com um pequeno grupo de seguidores. Homens de todo o país logo reuniram-se ao redor dele. Ao se encontrar com Henrique Percy, 1.º Conde de Northumberland, que tinha suas próprias dúvidas sobre o rei, Bolingbroke insistiu que seu único objetivo era reconquistar seu próprio patrimônio. Percy tomou a palavra dele e não quis intervir. Ricardo havia levado consigo para a Irlanda a maioria de seus cavaleiros e os membros leais da nobreza, assim Bolingbroke encontrou pouco resistência enquanto dirigia-se ao sul. Edmundo de Langley, 1.º Duque de Iorque, que estava agindo como guardião do reino, teve poucas opções além de aliar-se ao sobrinho. Enquanto isso, Ricardo se atrasou em seu retorno da Irlanda e não desembarcou em Gales até 24 de julho. Ele foi até o Castelo de Conwy, onde encontrou-se com Henrique Percy em 12 de agosto para negociações. Ricardo se entregou a Percy em 19 de agosto no Castelo de Flint, prometendo abdicar se sua vida fosse poupada. Os dois homens voltaram para Londres, com o rei indignado cavalgando por último. Ao chegar em 1 de setembro, ele foi preso na Torre de Londres.
Bolingbroke estava completamente determinado a tomar o trono, porém foi um dilema apresentar um motivo razoável para tal ação. Afirmou-se que através de sua tirania e má administração, Ricardo tornou-se indigno de ser rei. Entretanto, Bolingbroke não era o próximo na linha de sucessão; o herdeiro presuntivo era Edmundo Mortimer, 5.º Conde de March, que descendia de Leonel de Antuérpia, Duque de Clarence e segundo filho de Eduardo III. João de Gante, pai de Bolingbroke, era o terceiro filho de Eduardo. O problema foi resolvido ao enfatizar sua descendência em uma linhagem masculina direta, enquanto Mortimer descendia através de sua avó. O relato oficial dos eventos afirma que Ricardo voluntariamente concordou no dia 29 de setembro em abdicar a favor de Bolingbroke. Apesar provavelmente isso não ter sido o caso, o parlamento que se reuniu no dia seguinte aceitou a abdicação. Bolingbroke foi coroado rei como Henrique IV no dia 13 de outubro de 1399.
O destino exato de Ricardo após sua deposição não é claro; ele permaneceu na Torre até ser levado ao Castelo de Pontefract pouco antes do fim do ano. Apesar de Henrique poder ter contemplado deixá-lo viver, tudo isso mudou quando foi revelado que João e Tomás Holland, João Beaufort, Eduardo de Norwich e Tomás le Despenser – todos rebaixados dos títulos que Ricardo havia lhes dado – estavam planejando matar o novo rei e restaurar Ricardo no Levante da Epifania. Mesmo tendo sido evitado, a conspiração destacou o perigo de deixar Ricardo viver. Acredita-se que ele morreu de fome no cativeiro por volta do dia 14 de fevereiro de 1400, apesar de ainda ser discutida a data e a circunstâncias de sua morte. Seu corpo foi levado de Pontefract e exibido na Antiga Catedral de São Paulo em 17 de fevereiro antes de ser enterrado na Igreja de Todos os Santos em Kings Langley, Hertfordshire, em 6 de março.
Persistiram os rumores que Ricardo ainda estava vivo, porém nunca ganharam muito crédito na Inglaterra. Entretanto na Escócia, um homem identificado como Ricardo foi parar nas mãos de Roberto Stuart, Duque de Albany, no Castelo de Stirling, servindo como uma figura fictícia e até mesmo relutante de várias intrigas antiLencastre e lollardas na Inglaterra. O governo de Henrique o considerou um impostor e várias fontes nos dois reinos sugerem que o homem sofria de alguma doença mental, um descrevendo-o como "pedinte" na época de sua morte em 1419, porém foi enterrado como rei no mosteiro dominicano de Stirling. Enquanto isso em 1413, Henrique V – em uma tentativa de reparar o ato de assassinato de seu pai e acabar com os rumores que Ricardo ainda estava vivo – decidiu retirar o corpo do rei de Kings Langley e levá-lo para seu local de descanso final na Abadia de Westminster. Lá o próprio Ricardo havia preparado uma tumba elaborada, onde o corpo de sua primeira esposa Ana da Boêmia fora enterrada.

## Corte
Durante seus últimos anos de reinado, particularmente nos meses após a supressão dos apelantes em 1397, Ricardo gozou de virtualmente um monopólio de poder pelo reino, uma situação relativamente incomum na Inglaterra medieval. Uma particular cultura de corte pode aparecer nesse período, uma que era muito diferente daquelas de tempos anteriores. Uma nova forma de estilo real se desenvolveu; enquanto o rei anteriormente era chamado simplesmente de "Alteza", as formas "Majestade Real" ou "Alta Majestade" eram frequentemente usadas. Foi dito que em festivais solenes Ricardo se sentaria em seu trono no salão real por horas, sem falar, com aquele sobre quem seus olhos caíssem deveria curvar-se ao rei. A inspiração para essa nova suntuosidade e ênfase na dignidade veio das cortes do continente, nas apenas das cortes boêmia e francesa que eram a casa de suas esposas, mas também da corte que seu pai manteve enquanto morava na Aquitânia.
A abordagem de Ricardo para reinar era baseada em sua forte crença na prerrogativa real, cuja inspiração pode ser encontrada em sua juventude, quando sua autoridade foi desafiada primeiramente pela Revolta Camponesa e depois pelos Lordes Apelantes. Ricardo rejeito a abordagem que seu avô Eduardo III havia tido com sua nobreza. A corte de Eduardo era marcial, baseada na interdependência como capitães militares entre o rei e seus nobres mais confiáveis. Na visão de Ricardo, isso colocava uma quantidade perigosa de poder nas mãos da baronagem. Ele procurou uma política de paz com a França para evitar a dependência na nobreza para recrutamento militar. Ele desenvolveu ao mesmo tempo seu próprio séquito militar particular, o maior que qualquer outro monarca inglês antes dele, dando aos membros seu emblema libré do veado branco, que também foi usado pelos anjos do Díptico de Wilton. Ele estava livre para desenvolver uma atmosfera em que o rei era uma figura distante e venerada, com a arte e cultura estando no centro ao invés da guerra.

## Patrono das artes
Como parte do programa de Ricardo para afirmar sua autoridade, ele tentou cultivar uma imagem real. Diferentemente de qualquer outro rei inglês antes dele, foi o primeiro a ser retratado em pinturas que elevavam sua majestade, duas das quais sobrevivem: o retrato da Abadia de Westminster de c. 1390 e o Díptico de Wilton de c. 1394–99, um trabalho portátil feito provavelmente para acompanhar o rei em sua campanha na Irlanda. É um dos poucos exemplos sobreviventes do estilo gótico internacional de pintura que desenvolveu-se nas cortes do continente, especialmente em Praga e Paris. Seus gastos em joias, ricas tapeçarias e metalurgia foram muito mais altos que em pinturas, porém como suas iluminuras há pouquíssimos trabalhos restantes que podem ser conectados com Ricardo, exceto por uma coroa que provavelmente pertenceu a Ana da Boêmia, "uma das melhores realizações da ourivesaria gótica".

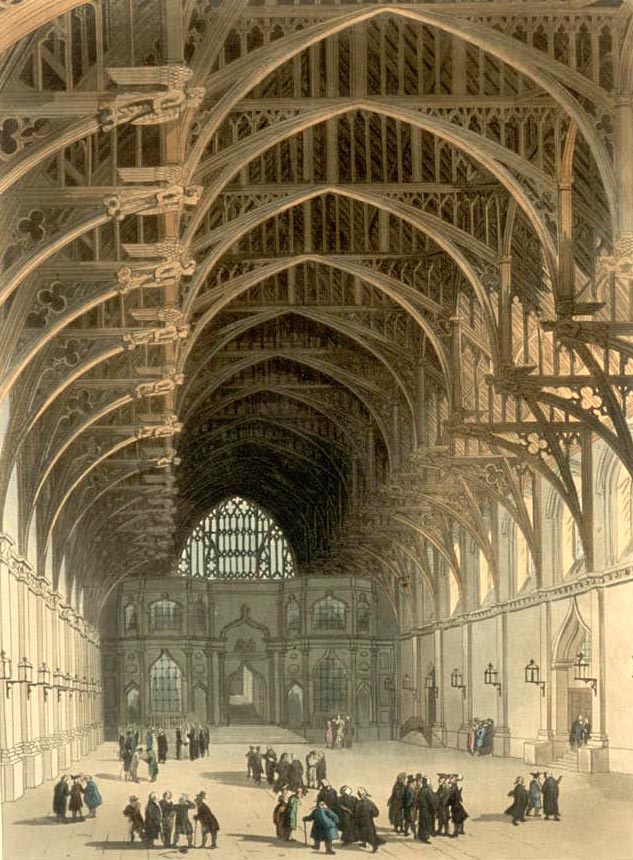
Westminster Hall no século XIX

Um dos maiores projetos de Ricardo no campo da arquitetura foi o Westminster Hall, que foi extensivamente reconstruído durante seu reinado, talvez estimulado pela finalização em 1391 do magnífico salão de João de Gante no Castelo de Kenilworth. Quinze estátuas em tamanho real de reis foram colocadas em nichos nas paredes, com o telhado hammerbeam do carpinteiro Hugh Herland, "a maior criação da arquitetura de madeira medieval", permitindo que os três corredores românicos originais fossem substituídos por um único espaço aberto grandioso com uma plataforma no final para Ricardo sentar-se em estado de solidão. A reconstrução havia começado em 1245 por Henrique III, porém havia ficado parada por meio século até a época de Ricardo.
A patronagem da corte para a literatura é especialmente importante, pois foi nesse período que a língua inglesa tomou forma como um idioma literário. Há poucas evidências que Ricardo patrocinou diretamente a poesia, porém mesmo assim foi dentro de sua corte que permitiu-se que a cultura prosperasse. Geoffrey Chaucer, o maior poeta da época, serviu o rei como diplomata,  funcionário da alfândega e escriturário d'As Obras do Rei enquanto produzia alguns de seus trabalhos mais conhecidos. Ele também serviu João de Gante e escreveu The Book of the Duchess como elegia a Branca de Lencastre, esposa de João. John Gower, amigo de Chaucer e colega, escreveu Confessio Amantis sob a comissão direta de Ricardo, apesar de posteriormente ter se desencantado com o rei.

## Personalidade e avaliação
Escritores contemporâneos, mesmo aqueles que não gostavam de Ricardo, concordavam que ele era um "rei muito belo", apesar de possuir uma "face que era branca, circular e feminina", implicando falta de masculinidade. Era atlético e alto; quando sua tumba foi aberta em 1871, descobriu-se que tinha 1,82 m. Embora o retrato da Abadia de Westminster provavelmente ser similar a Ricardo, o Díptico de Wilton o representa significantemente mais novo que era na época; acredita-se que nessa altura ele tinha barba. Era ortodoxo religiosamente, e particularmente ao final de seu reinado tornou-se um grande oponente da heresia lollarda. Ricardo era particularmente devoto a figura de Eduardo, o Confessor, empalando em 1395 seu brasão com as armas míticas do Confessor. Mesmo não tendo sido um rei guerreiro como seu avô, ele mesmo assim gostava de torneios e de caçar.

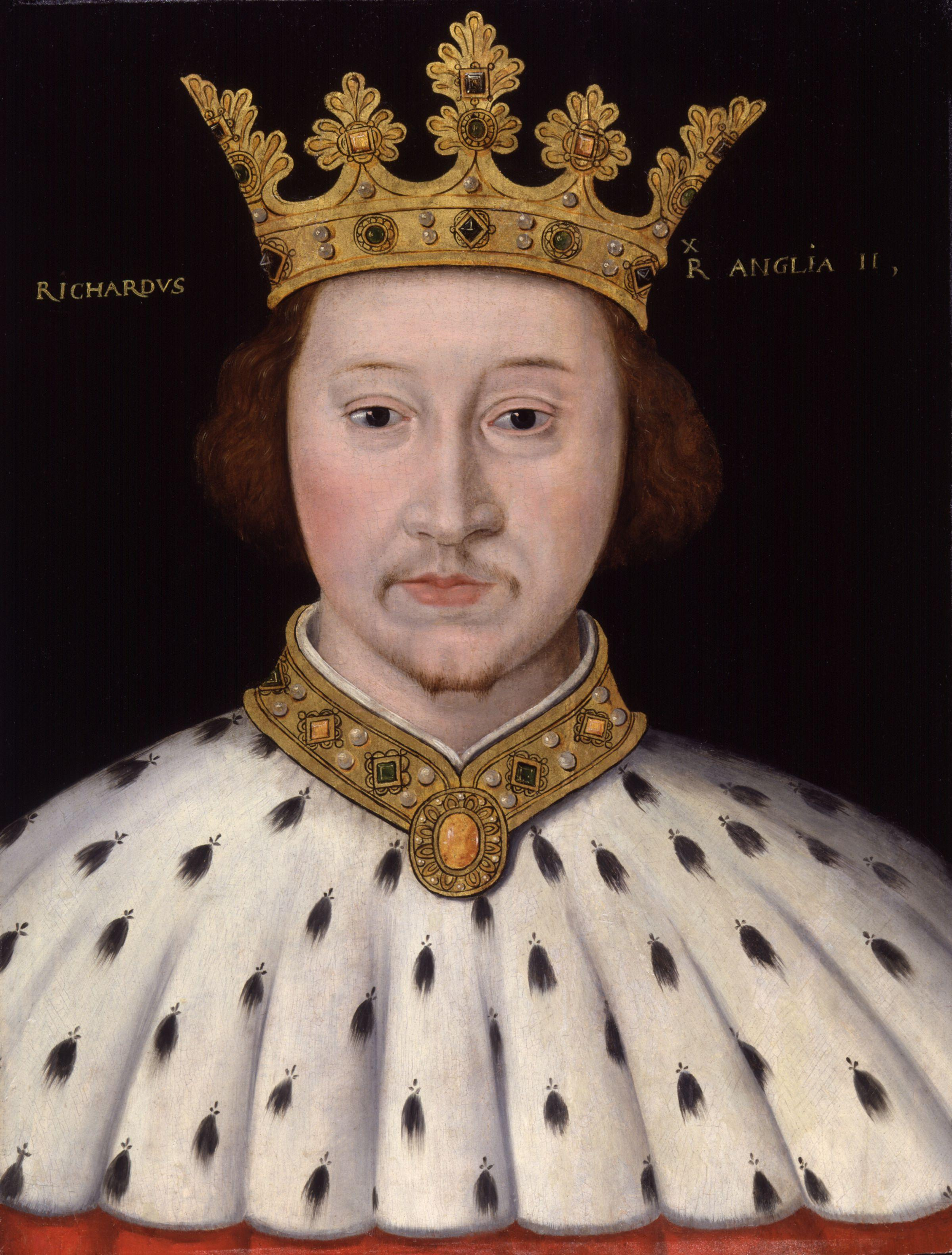
Retrato anônimo de Ricardo do século XVI

A visão popular de Ricardo foi influenciada mais do que qualquer outra coisa pela peça teatral Ricardo II, de William Shakespeare. O Ricardo de Shakespeare era um rei cruel, vingativo e irresponsável, que conseguiu um semblante de grandeza apenas depois de sua queda. Entretanto, como estava escrevendo uma obra de ficção, Shakespeare tomou várias liberdades artísticas. Ele baseou sua peça em escritores como Eduardo Hall e Samuel Daniel, que por sua vez basearam seus trabalhos em crônicos contemporâneos como Tomás  Walsingham. Hall e Daniel faziam parte da historiografia Tudor, que era altamente crítica a Ricardo. A ortodoxia Tudor, reforçada por Shakespeare, via uma contínua discórdia civil que começou com Ricardo e só terminou em 1485 com a ascensão de Henrique VII. Prevaleceu até o século XIX a ideia que ele era o culpado pela Guerra das Rosas no século XV. Historiadores mais recentes preferem olhar para a Guerra das Rosas isoladamente do reinado de Ricardo.
O estado mental de Ricardo foi uma grande questão de debate desde que os primeiros acadêmicos historiadores abordaram o assunto no século XIX. O bispo William Stubbs foi um dos primeiros historiadores modernos a tratar de Ricardo como rei e pessoa. Ele argumentava que a cabeça do rei "estava perdendo todo seu equilíbrio" ao final de seu reinado. O historiador Anthony Steel, que escreveu uma biografia completa de Ricardo em 1941, tomou uma abordagem psiquiátrica para a questão e concluiu que o rei sofria de esquizofrenia. Isso foi desafiado por Vivian Hunter Galbraith, que afirmava que não havia base histórica para tal diagnóstico, uma linha que foi seguida por historiadores posteriores do período como Anthony Goodman e Anthony Tuck. Nigel Saul escreveu a biografia acadêmica mais recente de Ricardo e admite que, apesar de não existirem bases para presumir que o rei sofria de uma doença mental, ele claramente mostrava sinais de uma personalidade nascisista, e ao final de seu reinado a "compreensão de Ricardo da realidade estava ficando menor".
Uma das principais perguntas histórias acerca do reinado de Ricardo diz respeito ao seu programa político e as razões para seu fracasso. Via-se seu estilo de reinado como contendo elementos de uma monarquia absoluta moderna como exemplificada pelos monarcas Tudor. Mais recentemente, alguns viram o conceito de reinado de Ricardo como não sendo tão diferente de seus predecessores, e por justamente permanecer dentro do âmbito da monarquia tradicional que ele conseguiu realizar aquilo que alcançou. Porém suas ações foram muito extremas e abruptas. Por exemplo, a falta de guerras tinha a intenção de reduzir o fardo dos impostos e assim ajudar a popularidade do rei entre os comuns no parlamento. Entretanto essa promessa nunca foi cumprida já que os custos do séquito real, da opulência da corte e da enorme patronagem de Ricardo para seus favoritos mostrou-se tão cara quanto a guerra, porém sem oferecer benefícios comensuráveis. Já sua política de retenção militar acabou sendo emulada por Eduardo IV e Henrique VII, porém a dependência exclusiva de Ricardo no condado de Cheshire danificou seu apoio no resto do país. Como Simon Walker concluiu: "Em termos contemporâneos, aquilo que ele queria não era injustificável nem inatingível; foi a maneira de sua busca que o traiu".